# Дереволаз білогрудий
Дереволаз білогрудий (Lepidocolaptes squamatus) — вид горобцеподібних птахів родини горнерових (Furnariidae). Ендемік Бразилії.

## Опис
Довжина птаха становить 19 см, вага 27 г. Верхня частина тіла руда, крила і хвіст руді. Тім'я поцятковане охристими плямками, над очима білуваті "брови". Нижня частина тіл коричнева, поцяткована білуватими з чорними краями смужками. Горло біле. Дзьоб рожевуватий, тонкий, вигнутий.

## Підвиди
Виділяють два підвиди:
- L. s. wagleri (Spix, 1824) — східна Бразилія (на захід від річки Сан-Франсиску, на півдні Піауї, заході Баїї і півночі Мінас-Жерайсу);
- L. s. squamatus (Lichtenstein, MHK, 1822) — південно-східна Бразилія (на південь і схід від Сан-Франсиску, від центральної Баїї і Мінас-Жерайсу до північного берега річки Параїба-ду-Сул на півночі Сан-Паулу).

## Поширення і екологія
Білогруді дереволази живуть у вологих гірських і рівнинних атлантичних лісах, галерейних лісах, сухих тропічних лісах і саванах каатинги. Зустрічаються поодинці або парами, на висоті до 1600 м над рівнем моря.